# 張簡修
张简修（1561年4月15日—1620年11月17日），字嗣哲，號劍南，湖广江陵（今湖北江陵）人，明朝官員。

## 生平
首辅张居正四子，万历六年（1578年）以锦衣千户为指挥佥事。万历九年（1581年）由指挥佥事进同知。万历十二年（1584年）四月，詔令查抄張居正家產，司禮監太監張誠，刑部右侍郎邱橓及錦衣衛、給事中等奉命前往。同年八月，夺张简修官。崇祯三年（1630年）复张简修官。